# I detectives
I detectives (The Detectives; anche The Detectives Starring Robert Taylor e Robert Taylor's Detectives) è una serie televisiva statunitense in 97 episodi trasmessi per la prima volta nel corso di 3 stagioni dal 1959 al 1962.
È una serie poliziesca incentrata sulle vicende di una squadra di detective di New York.

## Trama
Il duro detective capitano Matt Holbrook è a capo di una unità di élite della polizia investigativa. Ogni investigatore nella squadra di Holbrook proviene da una divisione diversa: il tenente Johnny Russo era specializzato nei casi di furti, il tenente Jim Conway viene dalla squadra omicidi e il tenente Otto Lindstrom viene dalla divisione specializzata in truffe e frodi. Holbrook, che è vedovo, intrattiene una relazione sentimentale con Lisa Bonay, una reporter.
Nella seconda stagione, l'attore che interpreta Conway lascia la serie e viene sostituito da Mark Goddard nel ruolo del detective Chris Ballard. Adam West si unisce al cast durante la terza stagione nel ruolo del sergente Steve Nelson. La serie si trasferisce poi sulla NBC per la sua terza stagione e la durata di ogni episodio viene portata da trenta a sessanta minuti mentre il titolo cambia in Robert Taylor's Detectives.

## Personaggi e interpreti

### Personaggi principali
- Capitano Matt Holbrook (stagioni 1-3), interpretato da Robert Taylor.
- Tenente John Russo (stagioni 1-2), interpretato da Tige Andrews.
- Detective Tenente Otto Lindstrom (stagioni 1-2), interpretato da Russell Thorson.
- Tenente Jim Conway (stagione 1), interpretato da Lee Farr.
- Detective Sergente Chris Ballard (stagioni 2-3), interpretato da Mark Goddard.

### Personaggi secondari
- Bailey (stagioni 1-3), interpretato da Johnny Seven.
- Baxter (stagioni 1-2), interpretato da Michael Harris.
- Anthony Silvano (stagione 2), interpretato da Arthur Batanides.
- Marcus J. Maroon (stagioni 2-3), interpretato da Marc Lawrence.
- Henry Long (stagione 2), interpretato da John Anderson.
- Eddie (stagioni 2-3), interpretato da Adam Williams.
- Lisa Bonay (stagione 2), interpretata da Ursula Thiess.
- Joan (stagioni 2-3), interpretato da Enid Jaynes.
- Alma Prager (stagioni 2-3), interpretata da Alice Backes.
- Baby Lou (stagione 2), interpretata da Sandra Warner.
- Al Huckins (stagione 2), interpretato da Joe Mantell.
- Ella Russo (stagione 3), interpretata da Rita Lynn.
- Ed Foster (stagione 3), interpretato da Dabbs Greer.
- Milo Kruger (stagione 3), interpretato da Joe Higgins.
- Al Kramer (stagione 3), interpretato da Ed Nelson.
- Brad Snyder (stagione 3), interpretato da Chris Robinson.
- Eddy Washburn (stagione 3), interpretato da Michael Parks.

## Produzione
La serie, ideata da Jules Levy, fu prodotta da Bentley-Blackpool, (1961-1962), Four Star Productions (1959-1961), Gramercy Pictures e Hastings Le musiche furono composte da Herschel Burke Gilbert.

### Registi
Tra i registi sono accreditati:
- Richard Carlson in 5 episodi (1961-1962)
- Paul Wendkos in 5 episodi (1961-1962)
- Alvin Ganzer in 4 episodi (1960-1962)
- Arthur Hiller in 3 episodi (1959-1962)
- Lewis Allen in 3 episodi (1961-1962)
- Don Medford in 2 episodi (1959-1960)
- Arnold Laven in 2 episodi (1959)
- Ted Post in 2 episodi (1960-1961)
- Robert Butler in 2 episodi (1961)
- Thomas Carr in 2 episodi (1961)
- Murray Golden
- Don McDougall

### Sceneggiatori
Tra gli sceneggiatori sono accreditati:
- Jules V. Levy in 32 episodi (1959-1960)
- Calvin Clements Sr. in 7 episodi (1961-1962)
- Alvin Sapinsley in 4 episodi (1961-1962)
- Louis Pelletier in 3 episodi (1959-1961)
- Palmer Thompson in 3 episodi (1959-1961)
- Michael Morris in 2 episodi (1960-1961)
- Borden Chase in 2 episodi (1960)
- Patricia Chase in 2 episodi (1960)
- Gene Roddenberry in 2 episodi (1960)
- Lee Berg in 2 episodi (1961-1962)
- Norman T. Herman
- Jack Laird

## Distribuzione
La serie fu trasmessa negli Stati Uniti dal 16 ottobre 1959 al 18 maggio 1962 sulla ABC per le prime due stagioni e sulla NBC per la terza stagione. In Italia è stata trasmessa con il titolo I detectives.
Alcune delle uscite internazionali sono state:
- negli Stati Uniti il 16 ottobre 1959 (The Detectives)
- in Germania Ovest il 4 aprile 1967 (Kein Fall für FBI)
- in Spagna (Los detectives)
- in Finlandia (Etsivät)
- in Italia (I detectives)

## Episodi
| Stagione         | Episodi | Prima TV USA |
| ---------------- | ------- | ------------ |
| Prima stagione   | 33      | 1959-1960    |
| Seconda stagione | 34      | 1960-1961    |
| Terza stagione   | 30      | 1961-1962    |